# 赤すいか黄すいか
『赤すいか黄すいか』（あかすいかきすいか）は、大島弓子による日本の読み切り漫画作品。初出は集英社『月刊セブンティーン』1979年11月号。
本作を原作として映画化されており、1982年5月1日に公開された。

## ストーリー
女子高校生の庭野千草（にわの ちぐさ）は、父母と3人で新しい庭付き一戸建てに暮らしている。普段は明るい性格で、学校では親友のメリやサチと仲良く過ごしているが、月経が近づくと些細なきっかけで気分が落ち込み、頭痛がして食欲がなくなり、欲しくもない物を衝動買いしたりする。また友達とも楽しく会話ができなくなり、普段は仲の良い父母に対しても嫌悪感を抱いてしまう。
千草は月経中に文具店で衝動買いしたクリップを、後でこっそり店の売場に戻しに行くが、店内でそれを見かけたクラスメイトの瀬戸内（せとうち）は千草が万引きしたと誤解する。千草は購入時のレシートを見せて誤解を解くが、瀬戸内は千草の奇妙な行動が理解できず、彼女を気にかけるようになる。
千草はある日、夏にすいかを食べたときに吐き捨てた種が庭で芽吹いているのを見て喜ぶが、母からすぐに枯れてしまうと言われたことから一気に落ち込み、やがてひどい生理痛に見舞われる。いっそ猫のように避妊手術をして月経をなくしたいと母に打ち明けるが、当然のごとく猛反対される。
とりあえず孫をひとり産んであげれば母も納得するのではないかと考えた千草は、瀬戸内に「子作りに協力してほしい」と頼むが、真面目な性格の瀬戸内は体を硬直させながら拒否する。庭のすいかの芽も雹に打たれて倒れてしまう。
生理痛のつらさに耐えきれなくなった千草は、貯金を持ち変装して家を出て、遠い街の小さな病院でこっそり手術を受けようとするものの、結局怖くなって全速力で走って逃げ帰る。やがて元気になった千草は、病院から逃げ出して走っていたときは生理痛を感じなかったことを思い出し、月経期間中はジョギングをすることにする。庭では倒れたすいかの芽が再び立ち上がっていた。
千草は子作り依頼の件で瀬戸内に謝罪するが、彼はますます混乱する。一か月後、学校を休み雨の中でジョギングする千草を見かけた瀬戸内は傘を差し出し、彼女の奇行の数々を理解できないまま、心の中で「また明日学校でな!」と呼びかける。そこで物語は終わる。

## 書誌情報
- 『大島弓子選集 第8巻 四月怪談』朝日ソノラマ、1986年1月31日[4]、ISBN 4-257-90072-5
  - 同時収録作品「ヒー・ヒズ・ヒム」「草冠の姫」「パスカルの群れ」「たそがれは逢魔の時間」「四月怪談」（表題作）「雛菊物語」「裏庭の柵をこえて」

- 大島弓子 白泉社文庫セレクション『夏のおわりのト短調』白泉社、1995年6月16日[5][6]、ISBN 4-592-88351-9
  - 同時収録作品「夏のおわりのト短調」[5]（表題作）「たそがれは逢魔の時間」[5]「裏庭の柵をこえて」[5]「あまのかぐやま」[5]

- 『大島弓子が選んだ大島弓子選集 5 ダリアの帯』メディアファクトリー〈MFコミックス〉、2009年2月23日[7]、ISBN 978-4-8401-2523-9
  - 同時収録作品「金髪の草原」「夢虫・羊草」「サマタイム」「ノン・レガート」「ダリアの帯」「ロングロングケーキ」「庭はみどり川はブルー」「山羊と羊の駱駝の」